# René Dufour
Pour les articles homonymes, voir Dufour.
René Dufour est un physicien français, né le 5 février 1894 à Ivry-sur-Seine et mort le 2 novembre 1977 à Paris.

## Biographie
René Dufour naît le 5 février 1894 à Ivry-sur-Seine. Il est attiré très jeune à la fois par des études littéraires, philosophiques et scientifiques. C’est dans les sciences qu’il continue ses études à l’École municipale de physique et de chimie industrielles de la ville de Paris, dont il sort à vingt ans, en 1914, avec le diplôme d’ingénieur physicien. 
La guerre de 1914 étant déclarée quelques jours après, il part avec l’expédition des Dardanelles. Gravement malade, il doit être évacué un an plus tard. Rétabli, il est envoyé sur le front français à Saint-Quentin, puis se porte volontaire pour partir pour la Roumanie comme technicien en radiotélégraphie. Aidé seulement de deux officiers du Génie, il crée et assure les liaisons radio des armées en guerre. Rapatrié en 1918, il est affecté à la poudrerie de Lannemezan, puis démobilisé définitivement. Il entre alors comme professeur à l’École  de physique et de chimie, poste qu'il occupera pendant quarante ans.
Intéressé par la recherche autant que par l’enseignement, il est affecté en marge de sa carrière universitaire au centre de recherches de Bellevue pour y entreprendre des travaux dans le domaine de l’électrochimie. Il y fait des découvertes et y prend de nombreux brevets, exploités ensuite aux États-Unis. Il invente à cette période le four à induction à haute fréquence. Il soutient à la Faculté des sciences de Paris une thèse qui lui donne le titre de docteur en sciences physiques. Il a alors comme élève Frédéric Joliot-Curie et se lie d’amitié avec lui ainsi qu’avec sa femme, Irène Joliot-Curie. 
En 1952, il écrit avec Gabriel Marcel les Lectures Marcelliennes. Il est aussi par la suite membre de l'Institut métapsychique international, qui regroupe des savants autour de la question des phénomènes parapsychologiques, au sein duquel il est en contact entre autres avec René Warcollier, Eusapia Palladino, Rudi Schneider (en), Pascal Forthuny et Marie Maire. 
Il décède en 1977 à l'âge de 83 ans.

## Distinctions
- Chevalier de l'ordre national du Mérite.
- Croix de guerre roumaine et française.